# اسه بروم
اسه بروم (انگلیسی: Ese Brume؛ زادهٔ ۲۰ ژانویهٔ ۱۹۹۶) ورزشکار پرش طول زن اهل نیجریه است.